# Mäntysaari (ö i Birkaland, Södra Birkaland, lat 61,17, long 23,74)
Mäntysaari är en ö i Finland. Den ligger i sjön Jalanti och i kommunen Ackas i den ekonomiska regionen  Södra Birkaland och landskapet Birkaland, i den södra delen av landet, 130 km nordväst om huvudstaden Helsingfors. Öns area är 3,4 hektar och dess största längd är 340 meter i öst-västlig riktning.